# يوم الفيفاء
يوم الفيفاء لسُليم على كنانة في الفيفاء وتعني المفازة لا ماء فيها واطلقت على موضع, قال أبو عُبيدة: ثم إن بني الشريد حرّموا على أنفسهم النساء والدهن، حتى يدركوا بثأرهم من بني كنانة، فغزا عمرو بن خالد بن صخر بن الشريد بقومه حتى أغار على بني فراس، فقتل منهم نفرا، منهم عاصم بن المعلي، وفضلة، والمعارك، وعمرو بن مالك، وحصن، وشريح، وسبى سبيا فيهم ابنة مكدم أخت ربيعة بن مكدم، فقال عباس بن مرداس في ذلك يردّ على ابن جذل في كلمته التي قالها يوم برزة:
وقال هند بن خالد بن صخر بن الشريد:
قال: فلما ذكر هند بن خالد يوم الكديد وافتخر به، ولم يشهده أحد من بني الشريد، غضب من ذلك نبيشة بن حبيب، فأنشأ يقول: